# Robert Dormer, I conte di Carnarvon
Robert Dormer, I conte di Carnarvon (1610 – Newbury, 20 settembre 1643), è stato un militare inglese.

## Biografia
Robert era figlio di Robert Dormer, primo barone Dormer; ricevette il titolo di barone a soli sei anni, quando il padre morì (1616). Nel 1628, all'età di diciotto anni, il re Carlo I Stuart lo nominò conte di Carnarvon.
Quando scoppiò la guerra civile inglese, che vide contrapposte le forze del re contro quelle del Parlamento, il conte di Carnarvon si schierò dalla parte di Carlo I e divenne un fervente realista. Nel 1643 il conte partecipò alla prima battaglia di Newbury, durante la quale il re in persona guidò le sue truppe, accompagnato dal nipote Rupert. Nel corso della battaglia il conte di Carnarvon perse la vita. Venne sepolto nella città di Wing, nel Buckinghamshire.
Robert Dormer sposò Anna Herbert, figlia del quarto conte di Pembroke dalla quale ebbe un figlio, Charles.

## Ascendenza
|                                     |                  |                                    | Genitori                                               |  |  | Nonni |  |  | Bisnonni       |  |  | Trisnonni     |  |
|                                     |                  |                                    |                                                        |  |  |       |  |  | William Dormer |  |  | Robert Dormer |  |
|                                     |                  |                                    |                                                        |  |  |       |  |  | William Dormer |  |  | Robert Dormer |  |
|                                     |                  | Jane Newdigate                     |                                                        |  |  |       |  |  | William Dormer |  |  |               |  |
| Robert Dormer, I barone Dormer      |                  |                                    |                                                        |  |  |       |  |  | William Dormer |  |  |               |  |
|                                     |                  | Dorothy Catesby                    | Anthony Catesby                                        |  |  |       |  |  |                |  |  |               |  |
|                                     |                  | Dorothy Catesby                    | Anthony Catesby                                        |  |  |       |  |  |                |  |  |               |  |
|                                     |                  | Dorothy Catesby                    | Isabel Pigott                                          |  |  |       |  |  |                |  |  |               |  |
| William Dormer                      |                  | Dorothy Catesby                    |                                                        |  |  |       |  |  |                |  |  |               |  |
|                                     |                  | Anthony Browne, I visconte Montagu | Anthony Browne                                         |  |  |       |  |  |                |  |  |               |  |
|                                     |                  | Anthony Browne, I visconte Montagu | Anthony Browne                                         |  |  |       |  |  |                |  |  |               |  |
|                                     |                  | Anthony Browne, I visconte Montagu | Alice Gage                                             |  |  |       |  |  |                |  |  |               |  |
| Elizabeth Browne                    |                  | Anthony Browne, I visconte Montagu |                                                        |  |  |       |  |  |                |  |  |               |  |
|                                     |                  | Magdalen Dacre                     | William Dacre, VII barone Greystoke e III barone Dacre |  |  |       |  |  |                |  |  |               |  |
|                                     |                  | Magdalen Dacre                     | William Dacre, VII barone Greystoke e III barone Dacre |  |  |       |  |  |                |  |  |               |  |
|                                     |                  | Magdalen Dacre                     | Elizabeth Talbot                                       |  |  |       |  |  |                |  |  |               |  |
| Robert Dormer, I conte di Carnarvon |                  | Magdalen Dacre                     |                                                        |  |  |       |  |  |                |  |  |               |  |
|                                     | William Molyneux | Richard Molyneux                   |                                                        |  |  |       |  |  |                |  |  |               |  |
|                                     | William Molyneux | Richard Molyneux                   |                                                        |  |  |       |  |  |                |  |  |               |  |
|                                     | William Molyneux | Eleanor Radcliffe                  |                                                        |  |  |       |  |  |                |  |  |               |  |
| Richard Molyneux, I baronetto       | William Molyneux |                                    |                                                        |  |  |       |  |  |                |  |  |               |  |
|                                     |                  | Bridget Caryll                     | John Caryll                                            |  |  |       |  |  |                |  |  |               |  |
|                                     |                  | Bridget Caryll                     | John Caryll                                            |  |  |       |  |  |                |  |  |               |  |
|                                     |                  | Bridget Caryll                     | Elizabeth Palmer                                       |  |  |       |  |  |                |  |  |               |  |
| Alice Molyneux                      |                  | Bridget Caryll                     |                                                        |  |  |       |  |  |                |  |  |               |  |
|                                     |                  | Gilbert Gerard                     | James Gerard                                           |  |  |       |  |  |                |  |  |               |  |
|                                     |                  | Gilbert Gerard                     | James Gerard                                           |  |  |       |  |  |                |  |  |               |  |
|                                     |                  | Gilbert Gerard                     | Margaret Holcroft                                      |  |  |       |  |  |                |  |  |               |  |
| Frances Gerard                      |                  | Gilbert Gerard                     |                                                        |  |  |       |  |  |                |  |  |               |  |
|                                     |                  | Anne Ratcliffe                     | Thomas Ratcliffe                                       |  |  |       |  |  |                |  |  |               |  |
|                                     |                  | Anne Ratcliffe                     | Thomas Ratcliffe                                       |  |  |       |  |  |                |  |  |               |  |
|                                     |                  | Anne Ratcliffe                     | Alice Redman                                           |  |  |       |  |  |                |  |  |               |  |
|                                     |                  | Anne Ratcliffe                     |                                                        |  |  |       |  |  |                |  |  |               |  |